# Disteganthus lateralis
Espèce
Classification APG III (2009)
Synonymes
- Aechmea lateralis L.B.Sm.
- Chevaliera lateralis (L.B.Sm.) L.B.Sm. & W.J.Kress

Disteganthus lateralis est une espèce de plantes à fleurs de la famille des Bromeliaceae, présente en Guyane française et au Suriname et décrite en 1994.

## Synonymes
- Aechmea lateralis L.B.Sm.
- Chevaliera lateralis (L.B.Sm.) L.B.Sm. & W.J.Kress

## Distribution
L'espèce est présente en Guyane et au Suriname.

## Description
Selon la classification de Raunkier, l'espèce est épiphyte.